# Ernest Oppenheimer

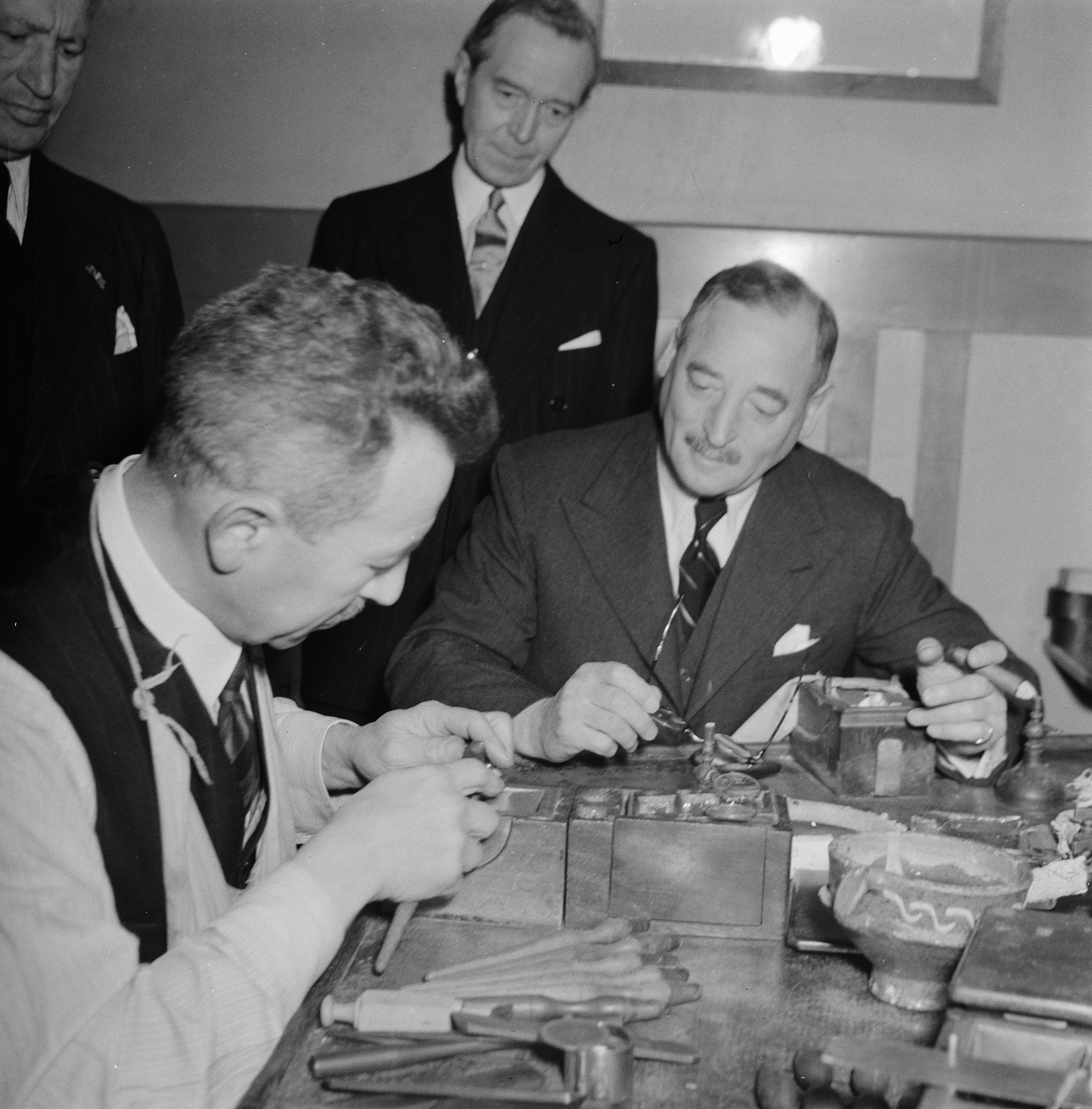
Ernest Oppenheimer, rechts sitzend (1945)

Sir Ernest Oppenheimer, ursprünglich Ernst Oppenheimer (* 22. Mai 1880 in Friedberg (Hessen); † 25. November 1957 in Johannesburg (Südafrika)) war Begründer des Diamantenkartells unter der Firma De Beers.

## Leben
Ernst Oppenheimer wurde als fünfter Sohn des jüdischen Zigarrenhändlers Edward Oppenheimer in Friedberg (Hessen) geboren. Mit 17 Jahren trat er in London bei seinem Onkel Anton Dunkelsbuhler in die Lehre und arbeitete in dessen Unternehmen Dunkelsbuhler & Company. Oppenheimer siedelte nach Ende des Zweiten Burenkrieges 1902 als Repräsentant des Edelsteinhändlers nach Kimberley, Südafrika, ins Zentrum der Diamantenindustrie, über. 1906, zum Ende seiner Lehrjahre, heiratete er in London Mary Lina Pollak. Zurück in Kimberley wurde Oppenheimer zunächst Stadtrat, dann, im Alter von 32 Jahren, Bürgermeister.
Auf der Flucht vor antideutschen Unruhen nach der Versenkung der Lusitania im Ersten Weltkrieg emigrierte Oppenheimer 1915 aus der Südafrikanischen Union nach England und nahm die britische Staatsbürgerschaft an. Seitdem nannte er sich Ernest Oppenheimer.
Schon 1916 zog er zurück nach Südafrika, diesmal nach Johannesburg, und gründete am 25. September 1917, unterstützt von der amerikanischen Bank JP Morgan, die Anglo American Corporation. Diese wurde durch den Handel mit Rohstoffen einer der erfolgreichsten Bergbaukonzerne der Welt. Als das Förderunternehmen De Beers, 1888 von Cecil Rhodes gegründet, in Schwierigkeiten geriet, stieg Oppenheimer ein und wurde 1920 Präsident dieser Firma. Im Jahre 1929 hatte Anglo American schließlich die Kontrolle über De Beers erreicht.
Am 11. Februar 1921 erhob ihn König Georg V. zum Knight Bachelor („Sir“).

## Das Diamantensyndikat
Den Grundstein zur Weltmacht jedoch legte Ernest Oppenheimer mit der Gründung der Vertriebsorganisation Central Selling Organisation (CSO), einem Kartell, das jahrzehntelang bis zu 90 Prozent des weltweiten Diamantenmarktes kontrollierte. In der Fachwelt und bei Kritikern wurde fortan vom „Syndikat“ gesprochen.
1930 kaufte er während der großen Depression die weltweiten Diamantenmärkte leer und gründete 1950 unter seinem Weltmonopol die Central Selling Organisation. Der Welthandel mit Diamanten war nun in den Händen der 180 Mitglieder dieses Unternehmens. Der Verkauf erfolgte dabei nach einem festen, noch heute bestehenden System. De Beers ließ Rohdiamanten aus aller Welt zentral nach London verschiffen. Dort wurden sie in kleinste Kartons verpackt und zu bestimmten Terminen an Großhändler und Schleifer weitergeleitet. Den Inhalt der Kartons und den Preis diktierte De Beers. Aus dem Kartell auszuscheiden schien nahezu unmöglich.
Das stellte etwa der amerikanische Juwelier Harry Winston in den vierziger Jahren fest. Er wollte Rohdiamanten aus Angola außerhalb des Syndikats von De Beers erwerben. Die mächtige Organisation hatte dies nicht hingenommen und soll die britische Regierung eingeschaltet und dadurch das Vorhaben vereitelt haben. Es kam zu einem Vergleich, und Winston – heute als Winston Inc. einer der weltgrößten Luxusdiamantenhändler – wurden bessere Konditionen bei De Beers eingeräumt.
Während des Zweiten Weltkrieges lehnte Oppenheimer aus Furcht vor sinkenden Preisen die Bitte des US-Präsidenten Franklin D. Roosevelt nach Industriediamanten ab. Daraufhin erhielt er Einreiseverbot in die USA und alle dortigen Aktivitäten De Beers’ mussten wegen Verstoß gegen das Kartellgesetz eingestellt werden.
Nachdem seine erste Frau, mit der er zwei Söhne hatte, 1934 gestorben war und im folgenden Jahr sein Sohn Frank bei einem Badeunfall in Madeira umkam, geriet er in eine persönliche Krise und konvertierte zum Christentum. Einige Monate später heiratete er Caroline „Ina“ Harvey, die Tochter eines englischen Barons und Witwe seines Neffen Michael, der 1933 bei einem Flugzeugunglück umgekommen war.
1957 starb Oppenheimer, sein Syndikat wurde von seinem Sohn Harry Frederick Oppenheimer weitergeführt. Sein Bruder Sir Bernard Oppenheimer (1866–1921) war ebenfalls im Diamantenhandel involviert. Harrys Sohn Nicholas „Nicky“ F. Oppenheimer (* 8. Juni 1945), seit 1968 bei der Anglo American, musste jedoch im Jahre 1982 erstmals Macht abgeben, als ein Amerikaner bei Anglo-American die Führung übernahm, was bis heute unverändert der Fall ist. Im Jahr 2011 verkaufte die Familie Oppenheimer den verbleibenden 40%-Anteil an De Beers für rund 5,1 Milliarden Dollar an Anglo American. Nicky verwaltet laut Forbes Magazine ein Vermögen von sechs Milliarden US-Dollar.
2001 wurde die Central Selling Organisation wegen Imageproblemen aufgelöst. 2004 bereitete De Beers ein Schuldeingeständnis zum Vorwurf der Kartellbildung gegenüber den USA vor.

## Nachleben
Nach Ernest Oppenheimer benannt ist die Ernest-Oppenheimer-Brücke zwischen Oranjemund (Namibia) und Alexander Bay (Südafrika).